# Schwarzer Samstag (Libanon)
Als Schwarzer Samstag wird im Libanon der 6. Dezember 1975 bezeichnet. An diesem Tag im Anfangsstadium des Libanesischen Bürgerkrieges ereigneten sich in Beirut eine Reihe von Massakern und bewaffneten Zusammenstößen.
Zunächst waren im christlich-dominierten Ostbeirut in einem verlassenen Fahrzeug außerhalb eines staatlichen Kraftwerkes die Leichen von vier Mitgliedern der rechtsgerichteten Kata’ib gefunden, einer Organisation, der überwiegend Maroniten angehörten.
Die Kata’ib in der Stadt gerieten in Rage und beschuldigten die Libanesische Nationalbewegung (LNM), die von linken Sunniten und Palästinensern dominiert werden. Sie feuerten in den christlich dominierten Stadtteilen in moslemische Menschenansammlungen. Dutzende, nach anderen Angaben hunderte, von Moslems wurden als Geiseln genommen, von den Straßen verschleppt und entweder getötet oder später gegen die Zahlung eines Lösegeldes freigelassen.
Bewaffnete, die angeblich von Joseph Saad, dessen Sohn einer der vier Ermordeten war, geleitet wurden, errichteten Kontrollstellen, an denen vorbeikommende Autofahrer und Fußgänger aufgefordert wurden, sich auszuweisen. Palästinenser, die als Flüchtlinge den Status von Staatenlosen hatten und deswegen keine Personalausweise hatten und moslemische Libanesen – in libanesischen Personalausweisen ist die Religionszugehörigkeit ausgewiesen – wurden an Ort und Stelle liquidiert.
Innerhalb weniger Stunden wurden mehrere Hundert Personen umgebracht, die meisten von ihnen Zivilisten. Schätzungen über die Opferzahl reichen von 200 bis 600. Das Hauptquartier der Kata’ib gab am darauffolgenden Tag eine Verlautbarung heraus, nach der sich die Rache nur auf die Geiselnahme beschränken sollte, aber dann aufgrund von „Hysterie“ und wegen „Elementen, die nicht auf die Befehle ihrer Vorgesetzten hören wollten“ eskaliert ist.
Als unmittelbare Folge griffen Freischärler der LNM Kata'in-Stellungen an und innerhalb der Hauptstadt und ihrer Umgebung brachen offene Kampfhandlungen aus, die bis zum 22. Januar 1976 andauerten und kurz darauf wieder aufflackerten.